# Ernst Nonne
Ernst Friedrich Christian Nonne (* 5. Dezember 1826 in Hildburghausen; † 22. März 1895 ebenda) war ein deutscher Jurist und Politiker.

## Leben
Als Sohn des Ludwig Nonne geboren, studierte Ernst Nonne nach dem Besuch des Gymnasiums in Hildburghausen Rechtswissenschaften in Jena und Heidelberg. Während seines Studiums wurde er 1845 Mitglied der Burschenschaft Teutonia Jena. Seine juristische Ausbildung beendete er 1854 mit der dritten juristischen Prüfung und wurde Appellationsgerichtsassessor und 1855 vorübergehend Staatsanwalt in Heldburg. 1855 wurde er Bürgermeister in Hildburghausen. Von 1855 bis 1882 arbeitete er als Rechtsanwalt und ab 1870 als Notar in seiner Heimatstadt. 1860 und 1867 war er Mitglied des Abgeordnetenhauses, zeitweise auch Vizepräsident des Landtags von Sachsen-Meiningen.